# Girls Club 2 – Vorsicht bissig!
Girls Club 2 – Vorsicht bissig! (Originaltitel: Mean Girls 2) ist ein US-amerikanischer Fernsehfilm aus dem Jahr 2010. Der Film ist die Fortsetzung des Filmes Girls Club – Vorsicht bissig! aus dem Jahr 2004. Unter der Regie von Melanie Mayron spielen Meaghan Jette Martin, Jennifer Stone, Maiara Walsh und Claire Holt die Hauptrollen. Der Film wurde für den Fernsehsender ABC Family produziert.

## Handlung
Johanna „Jo“ Mitchell ist eine 18-jährige, selbstsichere Abiturientin, die an ihrem ersten Tag an der North Shore High School auf die Clique The Plastics trifft, die von Amanda „Mandi“ Weatherly, Chastity Meyer und Hope Plotkin angeführt wird. Außerdem trifft sie auf die schüchterne Abby Hannover. Diese wird von Mandi gepeinigt. Jo kann dies nicht mit ansehen und schlägt sich auf die Seite von Abby, da sie von Abbys Vater gebeten wird auf seine Tochter aufzupassen. Im Gegenzug will ihr der reiche Unternehmer das Universitätsstudium finanzieren.
Zur selben Zeit trifft sie auf Tyler Adams, in den sie sich verliebt. Jedoch ist Tyler Mandis Stiefbruder. Durch ihn erfährt sie, dass Mandi nur so fies zu Abby ist, weil sie in ihr eine Konkurrentin sieht. Jo beschließt zusammen mit Abby und Tyler eine Clique namens Anti-Plastics zu gründen.

## Produktion
Die Dreharbeiten zur Fortsetzung begannen im Juli 2010 in Atlanta. Lindsay Lohan, Rachel McAdams, Lacey Chabert und Amanda Seyfried wurden nicht wieder besetzt. Tim Meadows ist der einzige Darsteller, der in beiden Teilen zu sehen ist.

## Besetzung
Die deutsche Synchronisation erfolgte bei Film- & Fernseh-Synchron in Berlin. Buch und Regie: Jürgen Kluckert.
| Figur                    | Darsteller           | Deutscher Sprecher  |
| ------------------------ | -------------------- | ------------------- |
| Johanna „Jo“ Mitchell    | Meaghan Jette Martin | Julia Stoepel       |
| Tyler Adams              | Diego Boneta         | Dirk Stollberg      |
| Amanda „Mandi“ Weatherly | Maiara Walsh         | Magdalena Turba     |
| Abigail „Abby“ Hanover   | Jennifer Stone       | Marie-Luise Schramm |
| Hope Plotnick            | Nicole Anderson      | Nicole Hannak       |
| Chastity Meyer           | Claire Holt          | Rubina Kuraoka      |
| Principal Ron Duvall     | Tim Meadows          | Thomas Nero Wolff   |
| Rod Mitchell             | Linden Ashby         | Uwe Büschken        |
| Ilene Hanover            | Rhoda Griffis        | Silvia Mißbach      |

## Soundtrack
1. Hot n Cold – Katy Perry
2. Wake Up Call – Team JEM (Johnny Andrews, Elizabeth Elkins of The Swear and Michael Wilkes)
3. No Stopping – Transcenders feat. Josef D'Star
4. Nutmeg – Transcenders
5. Favorite Distraction – SuperSpy
6. Days Like This – Transcenders feat. Aimee Allen
7. Addicted – Toby Lightman
8. Love, Love, Love – Hope feat. Jason Mraz
9. Middle Ground – Transcenders
10. So Big – Iyaz
11. Middle Ground – Transcenders feat. Tracey Amos
12. Better Than Her – Matisse
13. Obsession – Sky Ferreira
14. Walk of Shame – The Like
15. Clavy – Transcenders
16. Ground Level – Transcenders
17. Party Plane – Transcenders
18. The Chase – Transcenders
19. 2012 (It Ain’t the End) – Jay Sean feat. Nicki Minaj
20. Mon Cheri – A.B. O’Neill
21. Crazy Good – Juliana Joya
22. I Know – Kimberly Cole

## Veröffentlichung
Fernsehen
In den USA wurde der Film am 23. Januar 2011 auf ABC Family veröffentlicht. Die Deutschlandpremiere fand am 29. März 2013 auf ProSieben statt.
DVD
In Deutschland erschien der Film am 10. März 2011 direkt auf DVD.

## Kritiken
„(...)Der direkt fürs amerikanische Fernsehen produzierte Nachfolger von Regisseurin Melanie Mayron ist erwartungsgemäß ein typischer Fall von „Fortsetzungen, die die Welt nicht braucht“ und dient lediglich dazu, Teenagern der „Hannah Montana“-Generation mittels DVD-Zweitauswertung ihr Taschengeld aus der Geldbörse zu ziehen.“

TV Spielfilm meinte, dass der Film eine „tumbe Teeniekost mit Rülps-und-Furz-Humor“ sei.
TV Movie bewertete den Film als „schlecht“ und „ohne Lacher“.